# 阿德里安·约翰斯
阿德里安·詹姆斯·约翰斯（Adrian James Johns）（1951年—），英国政治人物，海军中将。前任直布罗陀总督，2009年10月26日上任，2013年11月13日卸任。

## 生平
1973年，约翰斯加入英国皇家海军。1994年12月31日，擢升为海军上校。2005年10月，晋升为海军中将。